# William Mahony (Bischof)
William Mahony SMA (* 29. April 1919 in Derrybrien, County Galway, Vereinigtes Königreich Großbritannien und Irland; † 15. November 1994) war ein irischer römisch-katholischer Ordensgeistlicher und Bischof von Ilorin.

## Leben
William Mahony trat der Ordensgemeinschaft der Gesellschaft der Afrikamissionen bei und empfing am 17. Juni 1947 das Sakrament der Priesterweihe. Papst Johannes XXIII. bestellte ihn am 6. Dezember 1960 zum ersten Apostolischen Präfekten von Ilorin.
Am 29. Mai 1969 wurde William Mahony infolge der Erhebung der Apostolischen Präfektur Ilorin zum Bistum erster Bischof von Ilorin. Papst Paul VI. spendete ihm am 1. August desselben Jahres in Kampala die Bischofsweihe; Mitkonsekratoren waren der Sekretär der Kongregation für die Evangelisierung der Völker, Kurienerzbischof Sergio Pignedoli, und der Erzbischof von Kampala, Emmanuel Kiwanuka Nsubuga.
Mahony nahm an der zweiten, dritten und vierten Sitzungsperiode des Zweiten Vatikanischen Konzils teil. Am 20. Oktober 1984 nahm Papst Johannes Paul II. das von William Mahony vorgebrachte Rücktrittsgesuch an.